# Micralarctia evadne
Micralarctia evadne är en fjärilsart som beskrevs av Fawcett 1915. Micralarctia evadne ingår i släktet Micralarctia och familjen björnspinnare. Inga underarter finns listade i Catalogue of Life.